# ساوث بروس بينيسولا (أونتاريو)
ساوث بروس بينيسولا، أونتاريو (بالإنجليزية: South Bruce Peninsula)‏ هي مدينة كندية تقع في مقاطعة أونتاريو. تبلغ مساحة هذه المدينة 531.8953 (كم²)، ويبلغ عدد سكانها 8415 نسمة حسب إحصاء سنة 2006 م، بينما كان يسكنها 8090 نسمة في سنة 2001 م. تحتل هذه المدينة المرتبة رقم 444 بين مدن كندا حسب عدد السكان والمرتبة رقم 165 في المقاطعة. نما عدد السكان في هذه المدينة بنسبة (4) بين العامين المذكورين.

## أعلام
- بيل ووكر

## وصلات خارجية
- الأطلس الحكومي لكندا
- إحصاءات كندا مع ساعة تعداد السكان